# Trasporti in Kosovo
Questo articolo tratta argomenti riguardanti i trasporti in Kosovo.

## Trasporti aerei
A livello di trasporto aereo, il Kosovo è servito dall'Aeroporto Internazionale di Pristina (IATA: PRN, ICAO: BKPR / LYPR) (albanese: Aeroporti Ndërkombëtar i Prishtinës; serbo: Међународни аеродром Приштина, Međunarodni aerodrom Priština), unico scalo civile del Paese, insignito del titolo di miglior aeroporto dell'anno nel 2006 dall'Associazione Aeroporti Europei, con un traffico annuo di 882.731 passeggeri (2006), sesto aeroporto dell'ex Jugoslavia, collegato con voli diretti a diverse città europee tra cui Milano, Verona, Olbia e Cagliari.
In Kosovo esistono altri tre scali aeroportuali: l'Aeroporto di Giacovizza (Ðakovica Airfield), ora chiuso, il Batlava-Donja Penduha Airfield e la Slatina Air Base.

## Ferrovie
Kosovo Railways J.S.C. (albanese: Hekurudhat e Kosovës Sh.A, serbo: Kosovske Železnice D.D.) è la compagnia ferroviaria del Kosovo, nata come UNMIK Railways. Il Kosovo attualmente ha 333 km di ferrovie passeggeri, oltre a 103 per scopi industriali.
Hub delle ferrovie del Kosovo è la capitale Pristina, dalla quale partono giornalmente treni Intercity per Peć e treni locali per Hani i Elezit. Un treno Intercity veloce collega quotidianamente Pristina a Skopje, in Macedonia del Nord. Non esistono collegamenti ferroviari ne con la Serbia ne con l'Albania.

## Strade e autostrade
Il Kosovo è attraversato da due importanti strade che fanno parte delle Strade Europee, la E65 che collega la Svezia alla Grecia, e la E851 che collega Castellastua, in Montenegro, a Pristina, passando per Prizren.

## Vie d'acqua
Il Kosovo non ha sbocchi sul mare né fiumi navigabili di grandi dimensioni.